# Narządy okołokomorowe

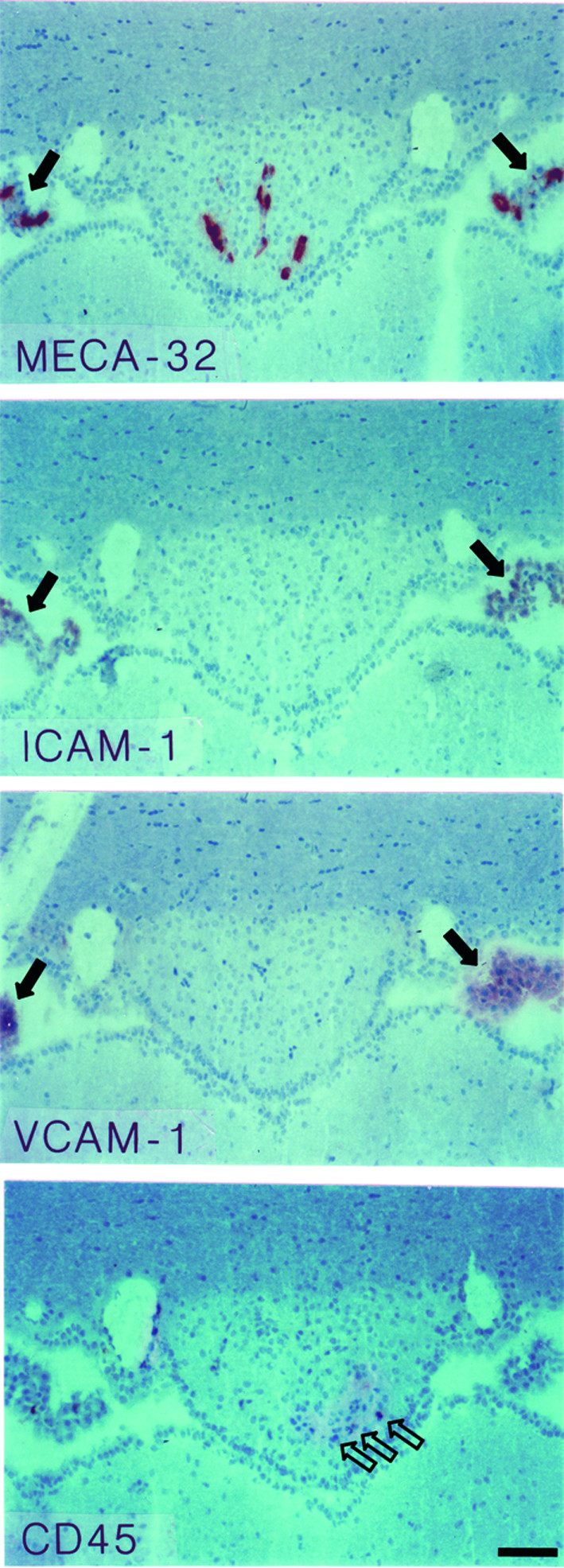
Immunohistologia narządu podspoidłowego (SFO) u myszy SJL. Pierwszy panel pokazuje reakcję naczyń SFO z przeciwciałami anty-MECA-32, kolejne dwa panele obrazują dodatnią reakcję na obecność ICAM-1 i VCAM-1. W dolnym panelu pojedyczne komórki są CD45+ (białe strzałki). Po bokach od SFO widać we wszystkich preparatach dodatnie reakcje komórek splotu naczyniówkowego (ciemne strzałki). Podziałka wynosi 100 μm

Narządy okołokomorowe, przykomorowe (ang. circumventricular organs, łac. organa paraventricularia) – niewielkie obszary znajdujące się w ścianach układu komorowego mózgowia kręgowców. W obszarach tych naczynia włosowate mają budowę okienkową, co sprawia, że obszary te należą do nielicznych miejsc, gdzie bariera krew-mózg jest niekompletna i niefunkcjonalna. Funkcja narządów okołokomorowych nie jest do końca wyjaśniona; częściowo udowodniono funkcje neurohemalne i (lub) chemoreceptorowe.
Do narządów okołokomorowych zalicza się:
- tylny płat przysadki mózgowej,
- narząd naczyniowy blaszki krańcowej (ang. organum vasculosum of the lamina terminalis, OVLT),
- narząd podsklepieniowy (ang. subfornical organ, SFO),
- narząd podspoidłowy (ang. subcommissural organ, SCO),
- pole najdalsze (area postrema),
- szyszynka (według niektórych autorów),
- sploty naczyniowe komór (jak wyżej).

## Literatura dodatkowa
- Duvernoy HM, Risold PY. The circumventricular organs: an atlas of comparative anatomy and vascularization. „Brain Res Rev”. 56. 1, s. 119-47, 2007. DOI: 10.1016/j.brainresrev.2007.06.002. PMID: 17659349.
- Joly JS, Osório J, Alunni A, Auger H, Kano S, Rétaux S. Windows of the brain: towards a developmental biology of circumventricular and other neurohemal organs. „Semin Cell Dev Biol”. 18. 4, s. 512-24, 2007. DOI: 10.1016/j.semcdb.2007.06.001. PMID: 17631396.
- Roth J, Harré EM, Rummel C, Gerstberger R, Hübschle T. Signaling the brain in systemic inflammation: role of sensory circumventricular organs. „Front Biosci”. 9, s. 290-300, 2004. PMID: 14766367.
- Ganong WF. Circumventricular organs: definition and role in the regulation of endocrine and autonomic function. „Clin Exp Pharmacol Physiol”. 27. 5-6, s. 422-7, 2000. PMID: 10831247.
- Johnson AK, Gross PM. Sensory circumventricular organs and brain homeostatic pathways. „FASEB J”. 7. 8, s. 678-86, 1993. PMID: 8500693.